# 1991年世界陸上競技選手権大会
1991年世界陸上競技選手権大会（1991ねんせかいりくじょうきょうぎせんしゅけんたいかい）は、1991年に開催された、世界陸上競技選手権大会の第3回大会。日本の東京・国立霞ヶ丘競技場陸上競技場をメイン会場とし、1991年8月23日から9月1日まで開催された。43種目（男子24・女子19種目）が実施され、167の国・地域から1517人の選手が参加した。この大会では男子100m（9秒86・カール・ルイス）と男子4×100mリレー（37秒50・アメリカ合衆国）、男子走幅跳（8m95・マイク・パウエル）の世界新記録が誕生した。
なお、マラソンコースは東京国際マラソン・東京国際女子マラソン（当時・現在は東京マラソンのコースの一部が重複されている）と同じコースだった。

## 解説
大会のハイライトは、男子走幅跳の決勝であった。
男子100mを当時の世界記録である9秒86で優勝したカール・ルイスが追い風参考ながら世界記録を上回る8m91を跳んだ直後、マイク・パウエルはそれを更に上回る8m95を跳び、ボブ・ビーモンが1968年のメキシコオリンピックで樹立した世界記録を23年ぶりに更新した。なお、パウエルの樹立した8m95は2023年現在でも世界記録である。
また、山下佐知子が女子マラソンで銀メダルに輝き、日本人初の表彰台となった。男子マラソン表彰式では、当時の内閣総理大臣（海部俊樹）により谷口浩美に日本人初となる金メダルが授与された。

## 獲得メダル一覧

### 国別メダル受賞数
| 位    | 国・地域       | 金 | 銀 | 銅 | 計  |
| ----- | -------------- | -- | -- | -- | --- |
| 1     | アメリカ合衆国 | 10 | 8  | 8  | 26  |
| 2     | ソビエト連邦   | 9  | 9  | 11 | 29  |
| 3     | ドイツ         | 5  | 4  | 8  | 17  |
| 4     | ケニア         | 4  | 3  | 1  | 8   |
| 5     | イギリス       | 2  | 2  | 3  | 7   |
| 6     | 中国           | 2  | 1  | 1  | 4   |
| 7     | アルジェリア   | 2  | 0  | 1  | 3   |
| 8     | ジャマイカ     | 1  | 1  | 3  | 5   |
| 9     | フィンランド   | 1  | 1  | 1  | 3   |
| 10    | フランス       | 1  | 1  | 0  | 2   |
| 10    | 日本           | 1  | 1  | 0  | 2   |
| 12    | ブルガリア     | 1  | 0  | 0  | 1   |
| 12    | イタリア       | 1  | 0  | 0  | 1   |
| 12    | ポーランド     | 1  | 0  | 0  | 1   |
| 12    | スイス         | 1  | 0  | 0  | 1   |
| 12    | ザンビア       | 1  | 0  | 0  | 1   |
| 17    | キューバ       | 0  | 2  | 0  | 2   |
| 18    | カナダ         | 0  | 1  | 1  | 2   |
| 18    | ハンガリー     | 0  | 1  | 1  | 2   |
| 18    | ルーマニア     | 0  | 1  | 1  | 2   |
| 21    | ブラジル       | 0  | 1  | 0  | 1   |
| 21    | ジブチ         | 0  | 1  | 0  | 1   |
| 21    | エチオピア     | 0  | 1  | 0  | 1   |
| 21    | ナミビア       | 0  | 1  | 0  | 1   |
| 21    | オランダ       | 0  | 1  | 0  | 1   |
| 21    | ノルウェー     | 0  | 1  | 0  | 1   |
| 21    | スウェーデン   | 0  | 1  | 0  | 1   |
| 28    | モロッコ       | 0  | 0  | 2  | 2   |
| 29    | スペイン       | 0  | 0  | 1  | 1   |
| Total | Total          | 43 | 43 | 43 | 129 |

### 男子
| Event           | 金                                                                                 | 金                   | 銀 | 銀            | 銅                                                                                             | 銅            |
| --------------- | ---------------------------------------------------------------------------------- | -------------------- | --- | ------------- | ---------------------------------------------------------------------------------------------- | ------------- |
| 100m （詳細）   | カール・ルイス アメリカ合衆国                                                      | 9秒86 世界新         | リロイ・バレル アメリカ合衆国                                                                          | 9秒88         | デニス・ミッチェル アメリカ合衆国                                                              | 9秒91         |
| 200m            | マイケル・ジョンソン アメリカ合衆国                                                | 20秒01               | フランク・フレデリクス ナミビア                                                                        | 20秒34        | アトリー・マホーン カナダ                                                                      | 20秒49        |
| 400m            | アントニオ・ペティグルー アメリカ合衆国                                            | 44秒57               | ロジャー・ブラック イギリス                                                                            | 44秒62        | ダニー・エベレット アメリカ合衆国                                                              | 44秒63        |
| 800m            | ビリー・コンチェラー · ケニア                                                      | 1分43秒99            | ホセ・ルイス・バルボサ · ブラジル                                                                      | 1分44秒24     | マーク・エベレット アメリカ合衆国                                                              | 1分44秒67     |
| 1500m           | ヌールディン・モルセリ アルジェリア                                                | 3分32秒84 大会新     | ウィルフレッド・キロチ · ケニア                                                                        | 3分34秒84     | ハウケ・フールブリュッゲ ドイツ                                                                | 3分35秒28     |
| 5000m           | ヨベス・オンディエキ · ケニア                                                      | 13分14秒45 大会新    | フィタ・バイッサ · エチオピア                                                                          | 13分16秒64    | ブラヒム・ブタイブ モロッコ                                                                    | 13分22秒70    |
| 10000m          | モーゼス・タヌイ · ケニア                                                          | 27分38秒74           | リチャード・チェリモ · ケニア                                                                          | 27分39秒41    | ハリド・スカー モロッコ                                                                        | 27分41秒74    |
| マラソン        | 谷口浩美 日本                                                                      | 2時間14分57秒        | アーメド・サラ ジブチ                                                                                  | 2時間15分26秒 | スティーブ・スペンス アメリカ合衆国                                                            | 2時間15分36秒 |
| 110mハードル    | グレッグ・フォスター アメリカ合衆国                                                | 13秒06               | ジャック・ピアース アメリカ合衆国                                                                      | 13秒06        | トニー・ジャレット イギリス                                                                    | 13秒25        |
| 400mハードル    | サミュエル・マテテ ザンビア                                                        | 47秒64               | ウィンスロップ・グラハム ジャマイカ                                                                    | 47秒74        | クリス・アカブシ イギリス                                                                      | 47秒86        |
| 3000m障害       | モーゼス・キプタヌイ · ケニア                                                      | 8分12秒59            | パトリック・サング · ケニア                                                                            | 8分13秒44     | アゼディーン・ブラーミ アルジェリア                                                            | 8分15秒54     |
| 20km競歩        | マウリツイオ・ダミラノ イタリア                                                    | 1時間19分37秒 大会新 | ミハイル・シチェンニコフ ソビエト連邦                                                                  | 1時間19分46秒 | エフゲニー・ミシュリア ソビエト連邦                                                            | 1時間20分22秒 |
| 50km競歩        | アレクサンドル・ポタショフ ソビエト連邦                                            | 3時間53分09秒        | アンドレイ・ペルロフ ソビエト連邦                                                                      | 3時間53分09秒 | ハートヴィッヒ・ガウダー ドイツ                                                                | 3時間55分14秒 |
| 4×100mリレー    | アンドレ・ケーソン リロイ・バレル デニス・ミッチェル カール・ルイス アメリカ合衆国 | 37秒50 世界新        | マクシ・モリニエール ダニエル・サングーマ ジャン＝シャルレ・トルアバル ブルーノ・マリーローズ フランス | 37秒87        | トニー・ジャレット ジョン・レジス ダレン・ブレイスウェイト リンフォード・クリスティ イギリス   | 38秒09        |
| 4×400mリレー    | ロジャー・ブラック デレク・レドモンド ジョン・レジス クリス・アカブシ イギリス     | 2分57秒53            | アンドリュー・バルモン クインシー・ワッツ ダニー・エベレット アントニオ・ペティグルー アメリカ合衆国   | 2分57秒57     | パトリック・オコナー デヴォン・モリス ウィンスロップ・グラハム セイモア・フェーガン ジャマイカ | 3分00秒10     |
| 走高跳          | チャールズ・オースチン アメリカ合衆国                                              | 2m38cm 大会タイ      | ハビエル・ソトマヨル · キューバ                                                                        | 2m36cm        | ホリス・コンウェイ アメリカ合衆国                                                              | 2m36cm        |
| 棒高跳          | セルゲイ・ブブカ ソビエト連邦                                                      | 5m95cm 大会新        | イシュトヴァン・バギュラ · ハンガリー                                                                  | 5m90cm        | マクシム・タラソフ ソビエト連邦                                                                | 5m85cm        |
| 走幅跳 （詳細） | マイク・パウエル アメリカ合衆国                                                    | 8m95cm 世界新        | カール・ルイス アメリカ合衆国                                                                          | 8m91cm        | ラリー・マイリックス アメリカ合衆国                                                            | 8m42cm        |
| 三段跳          | ケニー・ハリソン アメリカ合衆国                                                    | 17m78cm              | レオニード・ヴォローシン ソビエト連邦                                                                  | 17m75cm       | マイク・コンリー アメリカ合衆国                                                                | 17m62cm       |
| 砲丸投          | ウェルナー・ギュンター スイス                                                      | 21m67cm              | ラース・ニルセン · ノルウェー                                                                          | 20m75cm       | アレクサンドル・クリメンコ ソビエト連邦                                                        | 20m34cm       |
| 円盤投          | ラルス・リーデル ドイツ                                                            | 66m20cm              | エリック・デブルーイン オランダ                                                                        | 65m82cm       | アッティラ・ホルバート · ハンガリー                                                            | 65m32cm       |
| ハンマー投      | ユーリ・セディフ ソビエト連邦                                                      | 81m70cm              | イゴール・アスタプコビッチ ソビエト連邦                                                                | 80m94cm       | ハインツ・バイス ドイツ                                                                        | 80m44cm       |
| やり投          | キモ・キンヌネン · フィンランド                                                    | 90m82cm              | セポ・ラテュ · フィンランド                                                                            | 88m12cm       | ウラジミール・サシモビッチ ソビエト連邦                                                        | 87m08cm       |
| 十種競技        | ダン・オブライエン アメリカ合衆国                                                  | 8812点 大会新        | マイク・スミス カナダ                                                                                  | 8549点        | クリスチャン・シェンク ドイツ                                                                  | 8394点        |

### 女子
1983 | 1987 | 1991 | 1993 | 1995
| 競技種目       | 金                                                                                               | 金              | 銀                                                                                                 | 銀            | 銅                                                                                       | 銅            |
| トラック競技   | トラック競技                                                                                     | トラック競技    | トラック競技                                                                                       | トラック競技  | トラック競技                                                                             | トラック競技  |
| -------------- | ------------------------------------------------------------------------------------------------ | --------------- | -------------------------------------------------------------------------------------------------- | ------------- | ---------------------------------------------------------------------------------------- | ------------- |
| 100m           | カトリン・クラッベ ドイツ                                                                        | 10秒99          | グウェン・トーレンス アメリカ合衆国                                                                | 11秒03        | マリーン・オッティ ジャマイカ                                                            | 11秒06        |
| 200m           | カトリン・クラッベ ドイツ                                                                        | 22秒09          | グウェン・トーレンス アメリカ合衆国                                                                | 22秒16        | マリーン・オッティ ジャマイカ                                                            | 22秒21        |
| 400m           | マリー＝ジョゼ・ペレク フランス                                                                  | 49秒13          | グリット・ブロイアー ドイツ                                                                        | 49秒42        | サンドラ・ミエルス スペイン                                                              | 49秒78        |
| 800m           | リリヤ・ヌルトディノワ ソビエト連邦                                                              | 1分57秒50       | アナ・フィデリア・キロット · キューバ                                                              | 1分57秒55     | エラ・コバクス · ルーマニア                                                              | 1分57秒58     |
| 1500m          | ハシバ・ブールメルカ アルジェリア                                                                | 4分02秒21       | タチアナ・ドロフスキフ ソビエト連邦                                                                | 4分02秒58     | リュドミラ・ロガチョワ ソビエト連邦                                                      | 4分02秒72     |
| 3000m          | タチアナ・ドロフスキフ ソビエト連邦                                                              | 8分35秒82       | エレーナ・ロマノワ ソビエト連邦                                                                    | 8分36秒06     | スーザン・シルマ · ケニア                                                                | 8分39秒41     |
| 10000m         | リズ・マッコルガン イギリス                                                                      | 31分14秒31      | 鐘煥娣 中国                                                                                        | 31分35秒08    | 王秀婷 中国                                                                              | 31分35秒99    |
| マラソン       | ワンダ・パンフィル ポーランド                                                                    | 2時間29分53秒   | 山下佐知子 日本                                                                                    | 2時間29分57秒 | カトリン・ドーレ ドイツ                                                                  | 2時間30分10秒 |
| 100mハードル   | リュドミラ・ナロジレンコ ソビエト連邦                                                            | 12秒59          | ゲイル・ディバース アメリカ合衆国                                                                  | 12秒63        | ナタリア・グリゴリエワ ソビエト連邦                                                      | 12秒69        |
| 400mハードル   | タチアナ・レドフスカヤ ソビエト連邦                                                              | 53秒11 大会新   | サリー・ガネル イギリス                                                                            | 53秒16        | ジャニーン・ヴィッカース アメリカ合衆国                                                  | 53秒47        |
| 10km競歩       | アリーナ・イワノワ ソビエト連邦                                                                  | 42分57秒 大会新 | マデリーン・スベンソン · スウェーデン                                                              | 43分13秒      | サリ・エサヤ · フィンランド                                                              | 43分13秒      |
| 4×100mリレー   | ダリア・ディアニー ジュリエット・カスバート ビバリー・マクドナルド マリーン・オッティ ジャマイカ | 41秒94          | ナタリヤ・コフツン ガリーナ・マルチュギナ エレーナ・ビノグラドワ イリーナ・プリワロワ ソビエト連邦 | 42秒20        | グリット・ブロイアー カトリン・クラッベ ザビーネ・リヒター ハイケ・ドレクスラー ドイツ   | 42秒33        |
| 4×400mリレー   | タチアナ・レドフスカヤ リュドミラ・ジガロワ オルガ・ナザロワ オルガ・ブリズギナ ソビエト連邦     | 3分18秒43       | ロシェル・スティーブンス ダイアン・ディクソン ジール・マイルス Lillie Leatherwood アメリカ合衆国   | 3分20秒15     | ユタ・ローレンダー カトリン・クラッベ クリスティン・バヒテル グリット・ブロイアー ドイツ | 3分21秒25     |
| フィールド競技 |                                                                                                  |                 | |               |                                                                                          |               |
| 走高跳         | ハイケ・ヘンケル ドイツ                                                                          | 2m05cm          | エレーナ・エレシナ ソビエト連邦                                                                    | 1m98cm        | インガ・ババコワ ソビエト連邦                                                            | 1m96cm        |
| 走幅跳         | ジャッキー・ジョイナー＝カーシー アメリカ合衆国                                                  | 7m32cm          | ハイケ・ドレクスラー ドイツ                                                                        | 7m29cm        | ラリサ・ベレズナヤ ソビエト連邦                                                          | 7m11cm        |
| 砲丸投         | 黄志紅 中国                                                                                      | 20m83cm         | ナタリア・リソフスカヤ ソビエト連邦                                                                | 20m29cm       | スベトラーナ・クリベリョワ ソビエト連邦                                                  | 20m16cm       |
| 円盤投         | ツベタンカ・フリストワ · ブルガリア                                                              | 71m02cm         | イルケ・ヴィルダ ドイツ                                                                            | 69m12cm       | ラリサ・ミハルチェンコ ソビエト連邦                                                      | 68m26cm       |
| やり投         | 徐徳妹 中国                                                                                      | 68m78cm         | ペトラ・マイアー ドイツ                                                                            | 68m68cm       | シルケ・レンク ドイツ                                                                    | 66m80cm       |
| 七種競技       | ザビーネ・ブラウン ドイツ                                                                        | 6672点          | リリアナ・ナスタゼ · ルーマニア                                                                    | 6493点        | イリーナ・ベロワ ソビエト連邦                                                            | 6448点        |

## その他
- 本大会を独占中継した日本テレビ系列は平日・昼間の時間帯にもかかわらず、予選からの完全中継をあえて実施し、注目種目以外の種目まで放送したことが本大会への関心をよび、当初予想した以上の視聴率を獲得したことで、日本テレビでは全職員に異例の社長賞として臨時ボーナスを出すに至った。また、国内映像と国際映像の製作を同時に行い、「箱根駅伝」の完全生中継に成功したスタッフが作成した国際映像は、各国から高い評価を受けた。
  - 国際映像制作のリハーサルを兼ね、この年の日本陸上競技選手権大会の映像製作も同大会中継局のNHKとともに担当した。
- 更に、競歩種目の完全生中継はこの時が日本初であった。しかしこのあと日本における世界陸上で競歩種目の完全生中継は16年後の2007年大阪大会まで行われなかった。
- また、毎年8月に放送している『24時間テレビ』を7月27日〜7月28日に移行した。ただ、この年は6.6%の最低視聴率だった。
- 男子砲丸投では2位にゲオルグ・アンデルセン（ノルウェー）が入ったが、後のドーピング検査で陽性となり失格。3位以降が繰り上がる結果となった。
- 開会式においては音楽を坂本龍一が担当した。
- 国立競技場は、便器の数を増やしたり[2]、前年の1990年にトラックを『レオタンαエンボス』（ローラーエンボス仕上げ）に改修したりした[3]。
- 閉会式では、阿波踊りが行なわれた。

## 文化的影響
テレビ中継ではプロ野球・読売ジャイアンツ元監督の長嶋茂雄やタレントの宮沢りえが特別レポーターを務めた。長嶋は男子100m走決勝戦でカール・ルイスが優勝した際に競技を終えて控え室へと引き上げていくルイスに対して「ヘイ、カール!」と呼びかけてインタビューを試みたが、その模様は長嶋が常に日本語で語りかけるのに対し、ルイスは英語で返答するというものだった。
両者のちぐはぐな構図はテレビ番組制作者の関心を集め、「長嶋のルイスに対するインタビュー」の場面は日本国内のテレビメディアでしばしば取り上げられた。1980年代からはプロ野球を「笑い」の対象とした『プロ野球珍プレー・好プレー大賞』という番組がすでに放送されていたが、この大会後に芸能人とスポーツ選手を隔てていた垣根は急速に取り除かれ、「視聴率を獲得する為の工夫」の一環としてスポーツ選手や競技を「笑い」の対象と見做した番組作りが行われるようになった。スポーツ選手を「笑い」の対象とした番組作りについてスポーツ関係者や研究者は「スポーツ認識の浅薄さの表れ」と指摘している。

## テレビ中継
- テレビ中継は前述の通り日本テレビが独占放送したが、当時は現在よりもフルネット局の数が少なく、クロスネット局の数の方が多く、そのクロスネット局は編成に苦労する点が多くあった。
- 閉会式のラストロールはスタッフの名前がなく、大会運営→制作協力局→番組スポンサー各社→「制作著作 日本テレビ」の順に流し、番組は終了した。

### 主な出演者
- 総合司会
  - 長嶋茂雄
  - 西部里菜 - 登場は8月24日から参加
- 開会式・司会
  - 長嶋茂雄
  - 徳光和夫
  - 宮沢りえ
- 前半戦ハイライト
  - 徳光和夫
  - 生島ヒロシ
- アナウンサー
  - 一丁田修一（大阪・よみうりテレビからの派遣）